# Fidenza
Fidenza ist eine italienische Gemeinde mit 27.265 Einwohnern (Stand 31. Dezember 2023) in der Emilia-Romagna in der Provinz Parma, zwischen Piacenza und Parma.
Der Ort besteht aus den Ortsteilen Bastelli, Castione Marchesi, Chiusa Ferranda, Colombara, Fornio, Osteria del Sole, Osteria Pietralunga, Parola, Ponte Ghiara, Rimale, San Faustino und Santa Margherita.

## Geschichte
Die Stadt wurde in römischer Zeit als Fidentia an der Via Aemilia gegründet. An dieser Stelle bestand bereits eine keltische Siedlung. 41 v. Chr. erhielt der Ort durch Octavian das römische Bürgerrecht und wurde Municipium.
Mit dem Fall des römischen Reiches begann eine dunkle Periode für die Stadt. Sie wurde wiederholt besetzt und im 5. Jahrhundert zerstört. Karl der Große war ein starker Förderer. In seiner Zeit wurde auch der Leichnam des Heiligen Donnino, eines christlichen Märtyrers des 3. Jahrhunderts, in der Stadt gefunden.
Unter dem neuen Namen, Borgo San Donnino, taucht die Stadt 923 erneut in den Quellen auf. In der Reisebeschreibung Sigerichs des Ernsten wird Fidenza auf dem Rückweg von Rom nach Canterbury als 36. Etappenort (XXXVI Sce Domnine) genannt. Im Mittelalter war Fidenza eine wichtige Zwischenstation auf der berühmten Via Francigena.
Von 1092 bis 1102 war die Stadt Residenz von König Konrad von Italien, Sohn von Kaiser Heinrich IV., von dem er 1098 als abgesetzt erklärt wurde. In dieser Zeit erhielt der Ort die Stadtrechte, die 1162 durch Kaiser Friedrich Barbarossa offiziell bestätigt wurden. In der Folge war die Stadt immer wieder Gegenstand von Konflikten zwischen Parma und Piacenza, lag sie doch strategisch günstig an der Via Emilia und der Via Francigena.
Der Ort gehörte zum weitläufigen Besitz der Otbertiner in Oberitalien sowie später ihrer Nachfahren, darunter Oberto il "Pelavicino" (1080–1148), dem Begründer der Familie Pallavicino. Zentren seiner Herrschaft waren Fidenza und Fiorenzuola d’Arda. Barbarossa bestätigte den Pallavicini den Besitz von Fidenza und Kaiser Sigismund erteilte ihnen später Privilegien, die eigenen kleinen Staat, den „Stato Pallavicino“, in der Region zwischen Cremona, Parma und Piacenza zur Folge hatten. Regent war der Condottiere Rolando Pallavicino, genannt il Magnifico (1393–1457).
Von 1346 bis 1447 geriet die Stadt immer wieder unter die Herrschaft der Visconti von Mailand. Von 1449 bis 1499 übten die neuen Mailänder Fürsten, die Sforza, die Herrschaft aus. Bis 1556 war die Stadt autonom, als sie unter den Farnese Teil des Herzogtums Parma und Piacenza wurde. 1601 wird die Stadt Bischofssitz. Als die Farnese 1731 aussterben, geht der Besitz an den Bourbonen-König Karl III. von Spanien über. Nach einer kurzen Periode unter Frankreich während der napoleonischen Kriege trat die Stadt per Abstimmung 1859 dem Königreich Sardinien-Piemont bei. Während der faschistischen Zeit entwickelte sich die Stadt enorm und wechselte 1927 den Namen von Borgo San Donnino zu Fidenza (relatinisiert). Im Mai 1944 wurde die Stadt von alliierten Flugzeugen bombardiert und am 26. April 1945 befreit.

## Bauwerke
- Dom von Fidenza

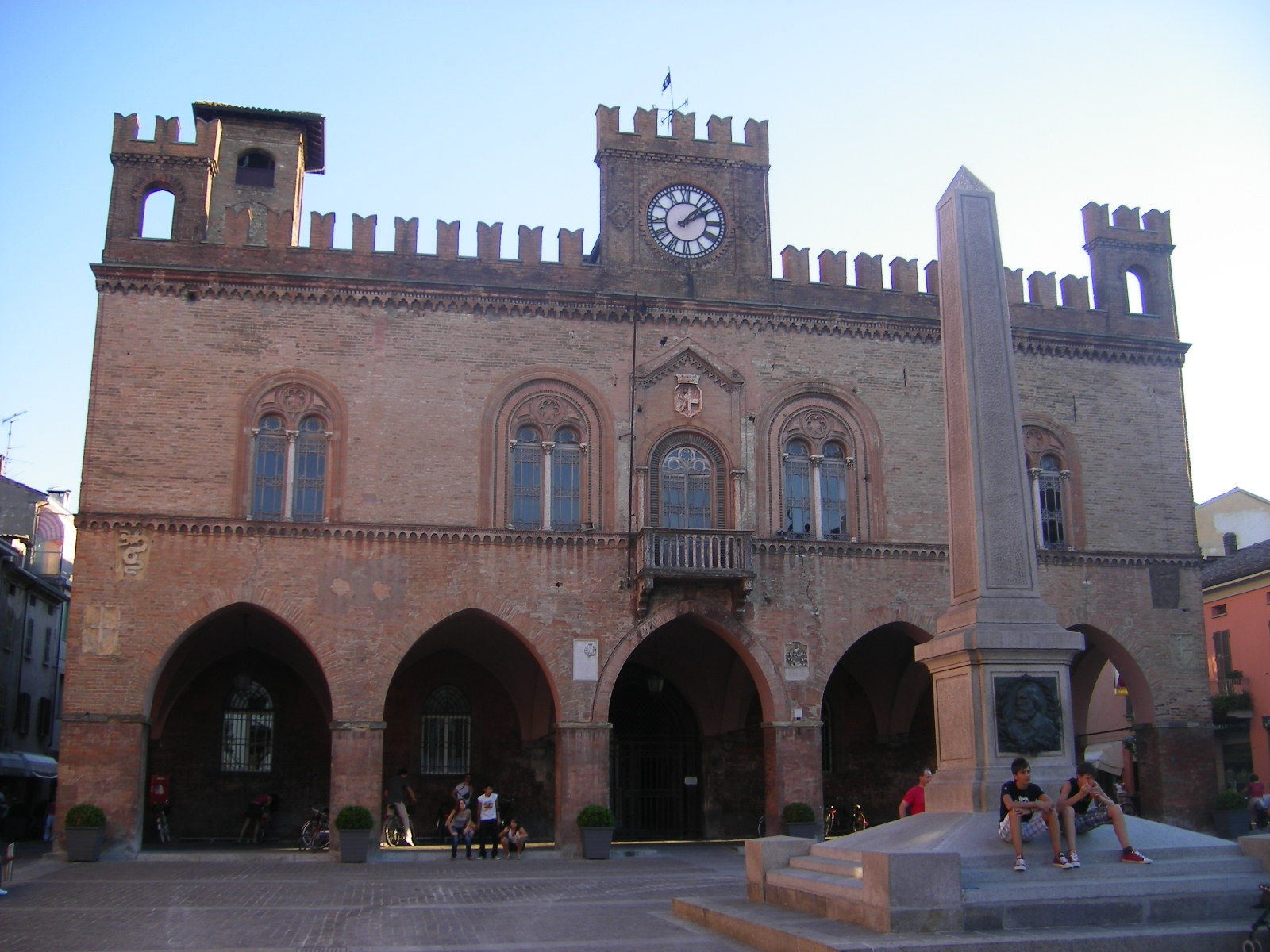
Palazzo Comunale

- Kirche des Hl. Petrus (Chiesa di San Pietro)
- Santa Maria Annunziata (Fidenza)
- Santuario della Gran Madre di Dio (mit Jesuitenkolleg)
- Oratorio di San Giorgio
- Convento dei Cappuccini
- Palazzo Comunale
- Palazzo delle Orsoline (Ursulinenkonvent)
- Ehemalige Benediktinerabtei Santa Maria Assunta in Castione Marchesi

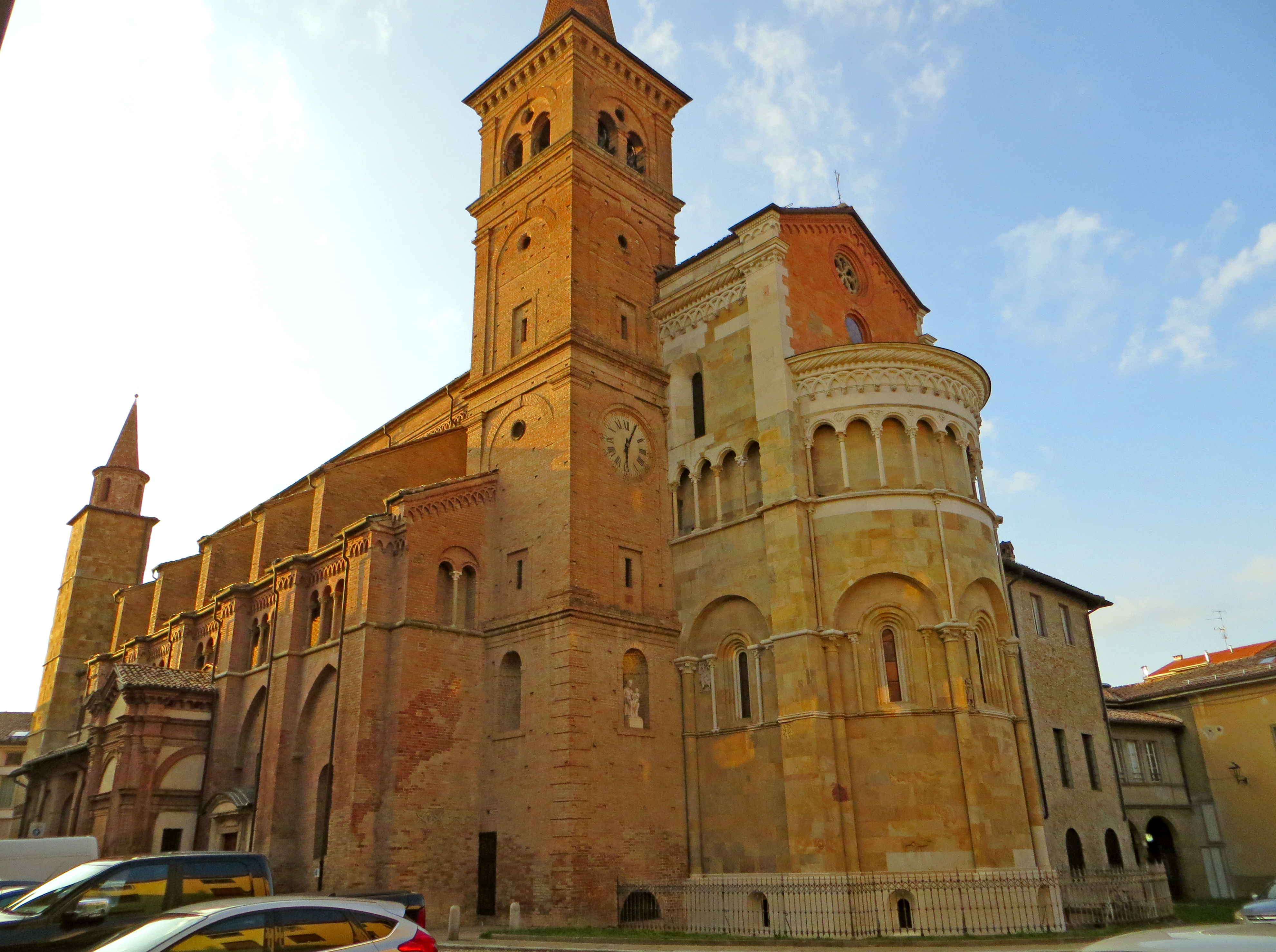
Dom von Fidenza, Ostseite
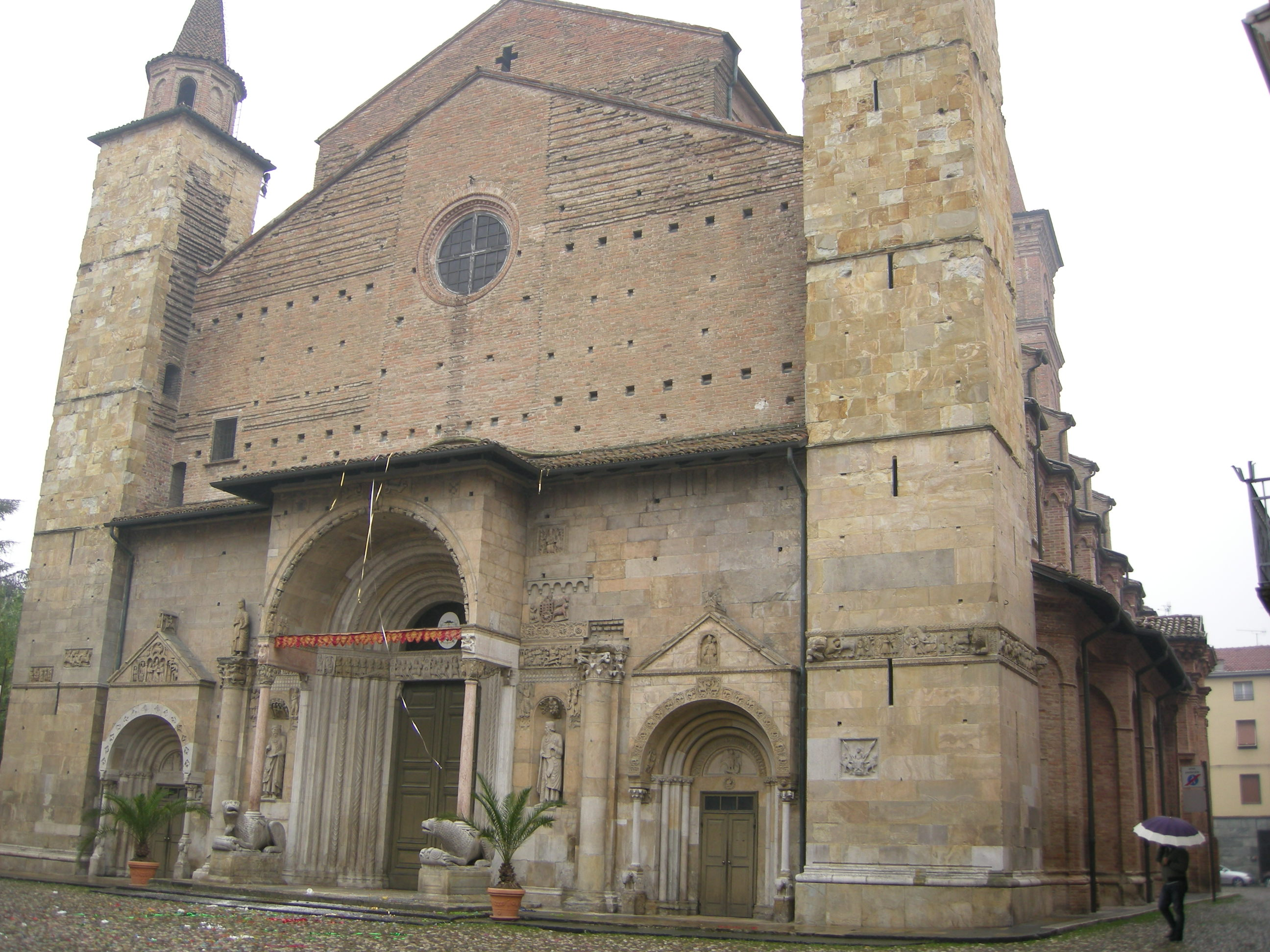
Dom, Westseite
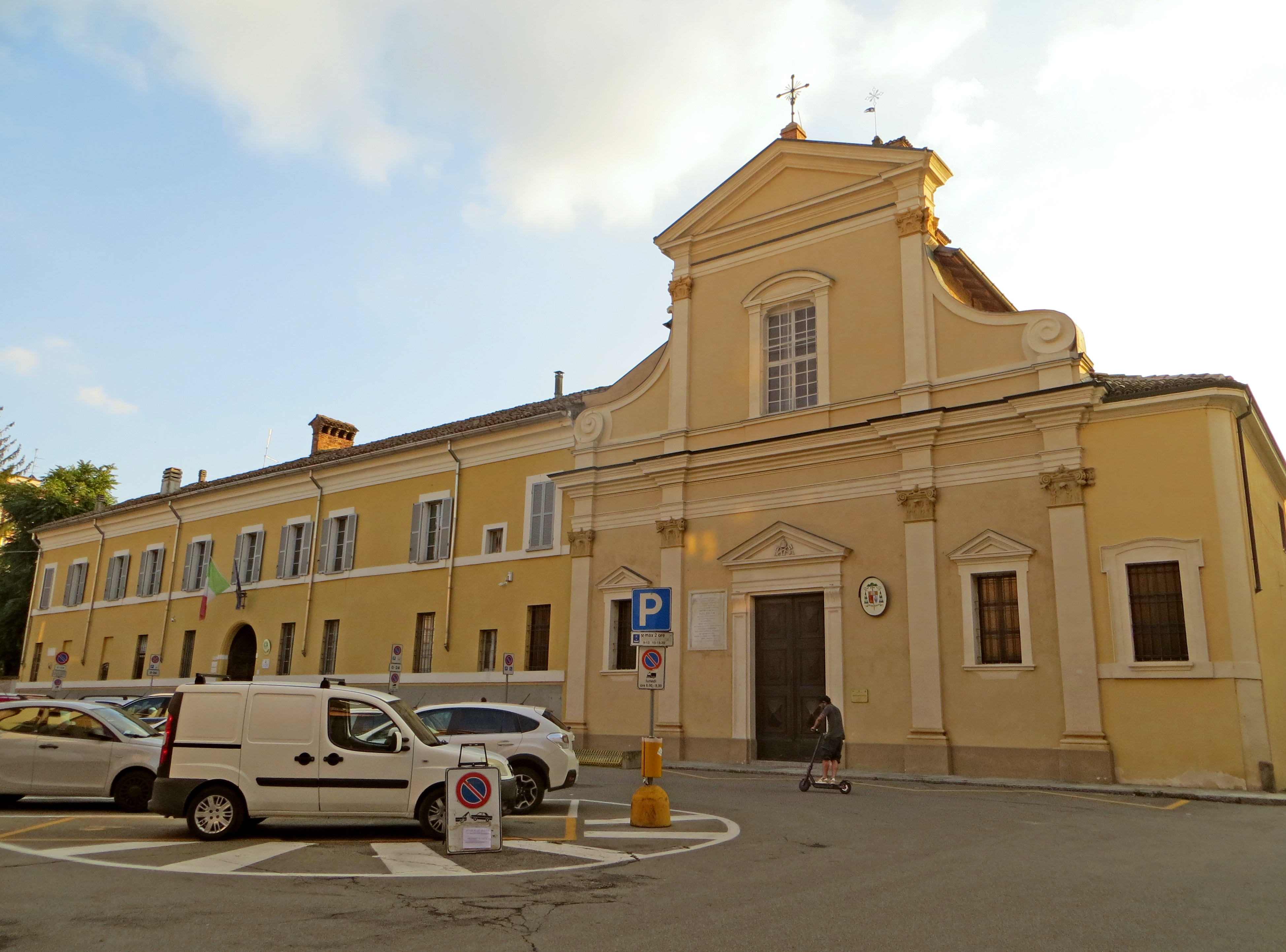
San Pietro
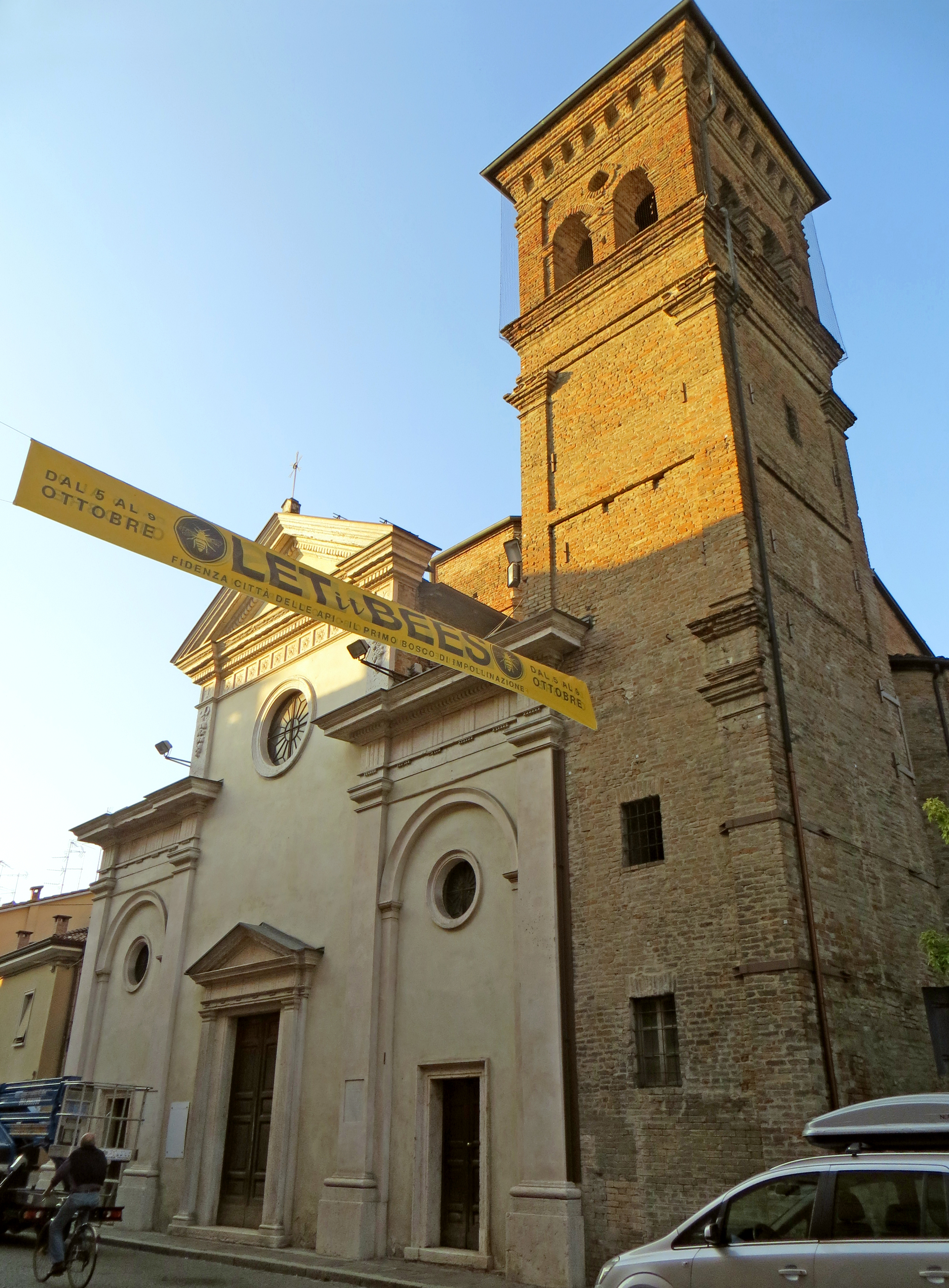
San Michele Arcangelo
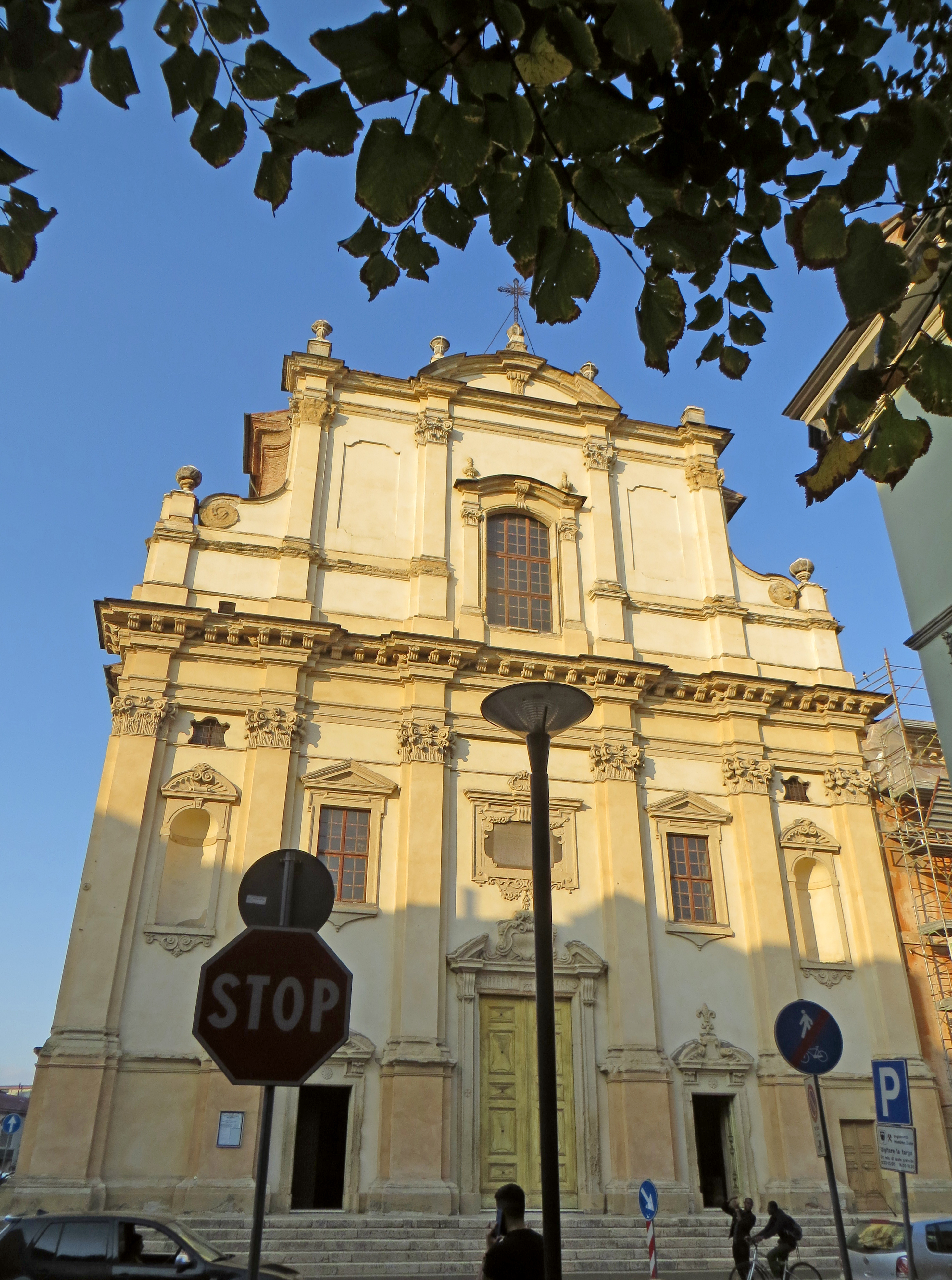
Santuario della Gran Madre di Dio
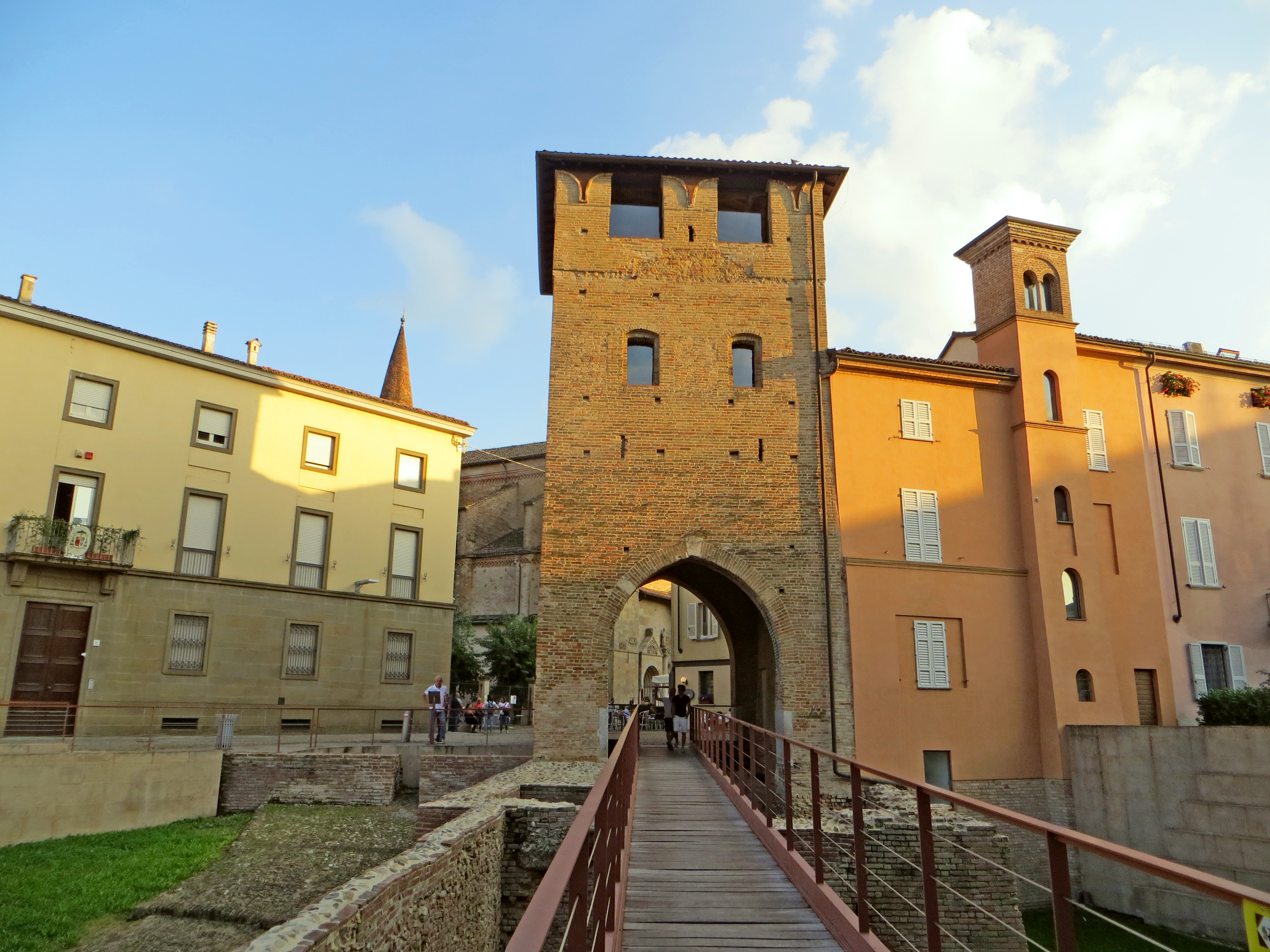
Porta di San Donnino
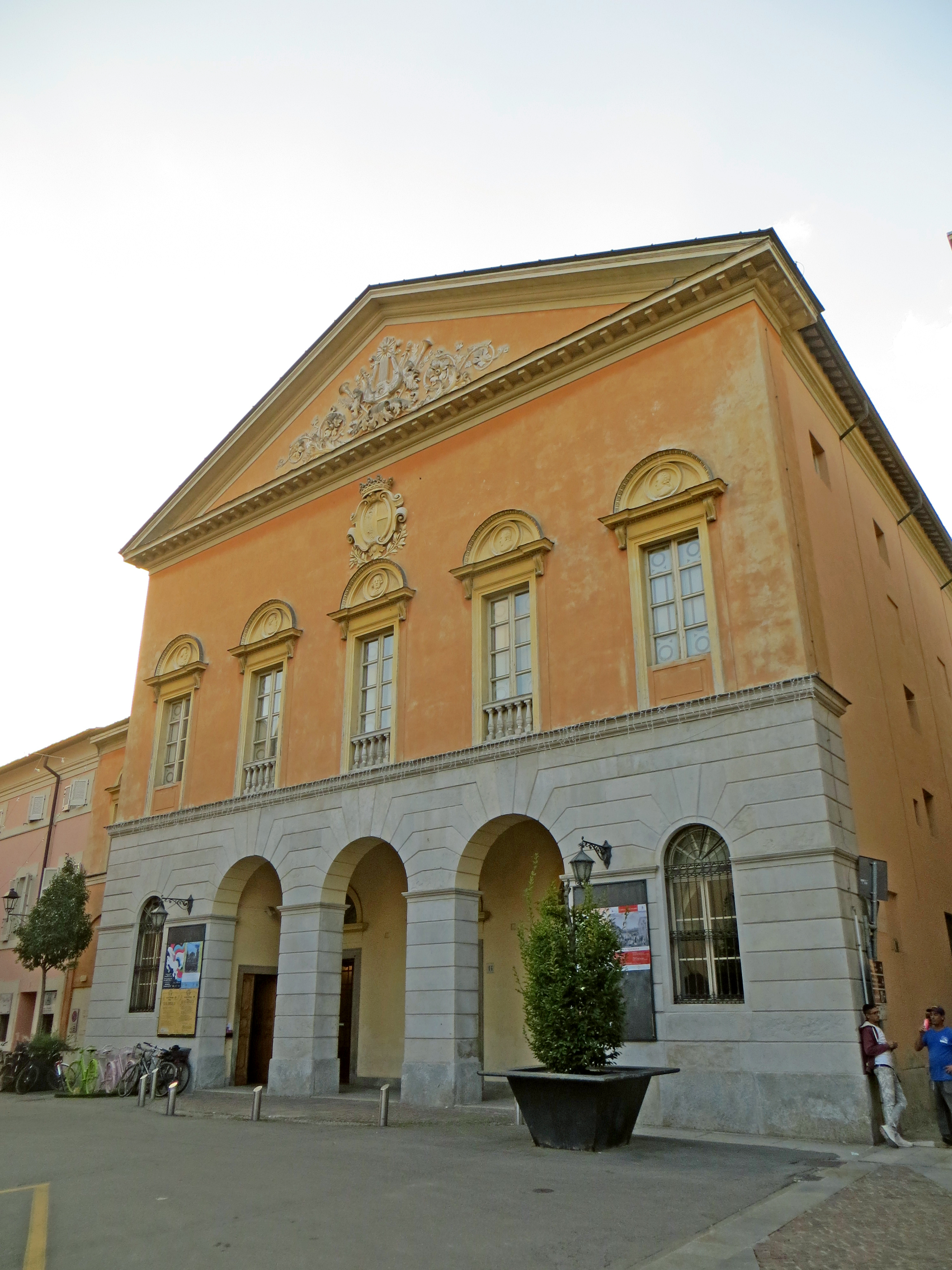
Teatro Girolamo Magnani
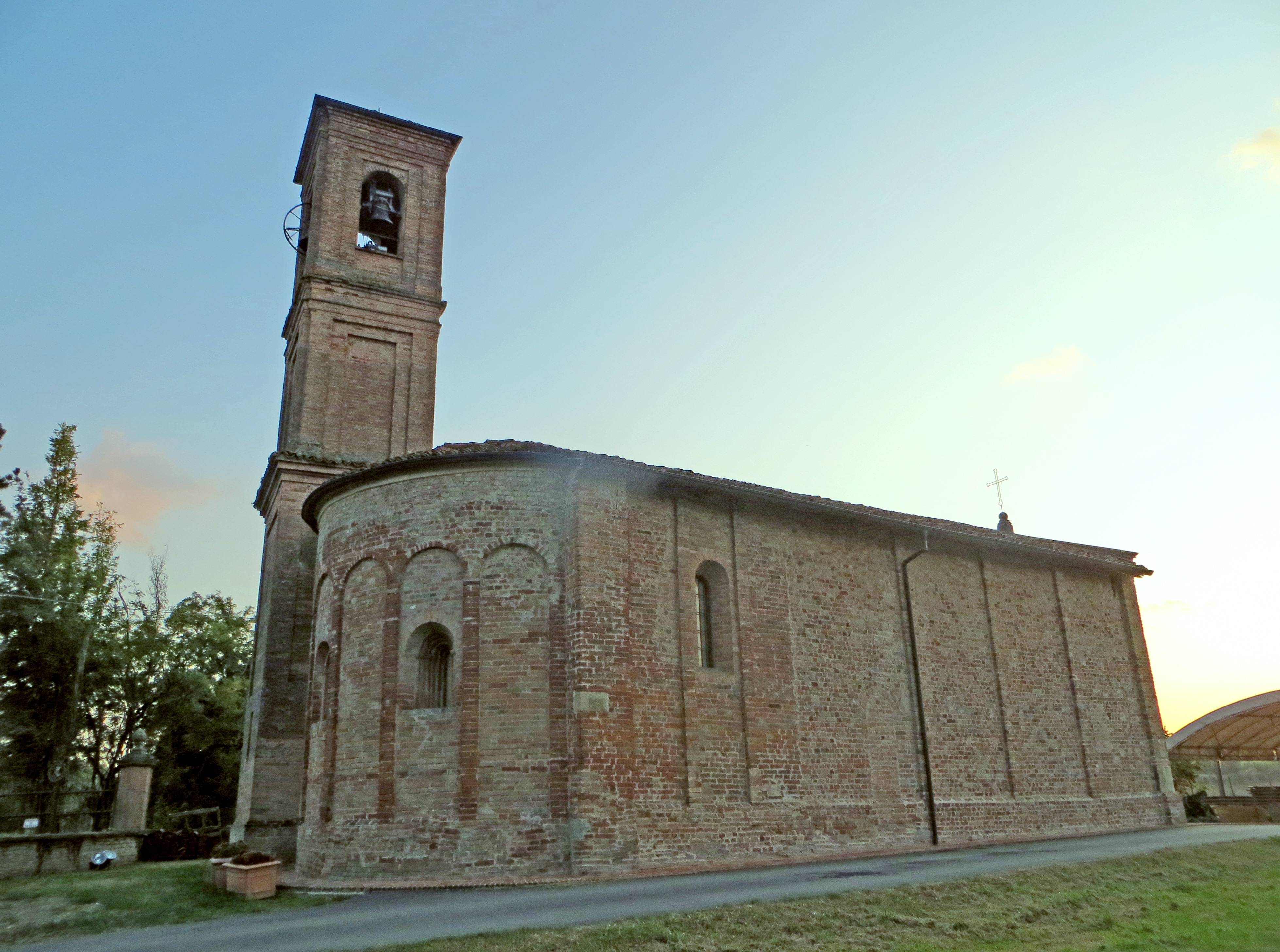
San Tommaso Becket in Cabriolo
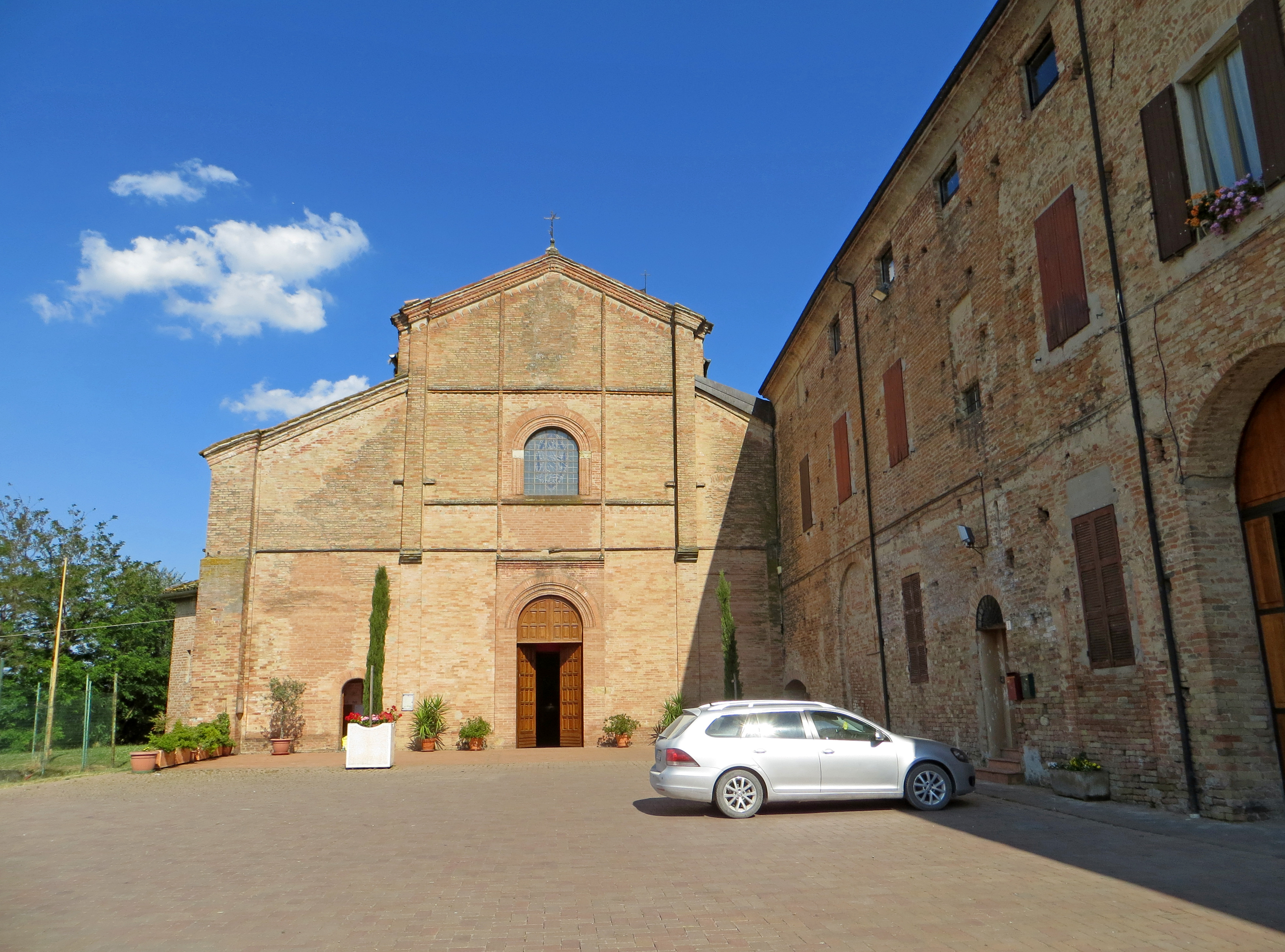
Ehemalige Benediktinerabtei Santa Maria Assunta in Castione Marchesi

## Städtepartnerschaften
- Herrenberg, Deutschland
- Kremnica, Slowakei
- Sisteron, Frankreich
- Canterbury, Großbritannien
- Kutná Hora, Tschechien

## Söhne und Töchter der Gemeinde
- Sara Fantini (* 1997), Leichtathletin
- Thomas Pesenti (* 1999), Radrennfahrer